# 伊格尔·图多尔
伊格尔·图多尔（Igor Tudor，1978年4月16日—），是一名克罗地亚职业足球运动员，曾代表過克罗地亚国家足球队贏得1998年世界杯季軍。他身材高大，在场上一般司职中后卫与后腰。